# Analogia (biologia)
In biologia si dicono analoghi gli organi che svolgono la stessa funzione, ma provengono da origine diversa, come ad esempio l'ala di un uccello e di un insetto. Questo può avvenire attraverso l'evoluzione convergente, in caso di specie differenti che, vivendo in ambienti simili, evolvono adattamenti simili.
Si dicono invece omologhi tra loro organi che hanno la stessa origine, ma svolgono funzioni diverse (come ad esempio la pinna di una balena e la zampa di un cavallo).